# Čukotščina
Čukotščina ali čukščina (čukotsko лыгъоравэтлъан йилйил, lygoravetlan jiljil) je paleosibirski jezik, ki ga govori okoli 10.400 ljudi (70 % ljudstva Čukčev po oceni za leto 2001) v najbolj severovzhodnih predelih Rusije, večinoma v pokrajini Čukotka. Jezik je v Unescovi rdeči knjigi uvrščen na seznam ogroženih jezikov.
Njena najbližja sorodnica je korjaščina, ki jo govori okoli 5200 ljudi. Čukči in Korjaki tvorijo kulturo, katere glavni vir življenja je jelenorejstvo. Obe ljudstvi uživata avtonomijo znotraj Ruske federacije.
Rusko ime ljudstva чукчи je prevzeto iz čukčijske besede čauču, ki pomeni »bogat s severnimi jeleni«.
Jezik skupaj s korjaškim, kereškim in itelmenskim tvori čukotsko-kamčatsko jezikovno skupino in je največji po številu govorcev v tej skupini. 
Čukotsko-kamčatski jeziki skupaj z nesorodnimi ketskim, nivškim in jukagirskim jezikom tvorijo paleosibirsko skupino jezikov.
V 20. letih 20. stoletja so za čukotsko-kamčatske jezike predlagali izvirno poimenovanje luoravetlanski jeziki, ki pa se ni uveljavilo.